# Баграт III (цар Імереті)
Баграт III (груз. ბაგრატ III; 1495–1565) — цар Імеретії з династії Багратіоні, старший син царя Олександра II й Тамари.

## Життєпис
Баграт III успадкував престол в Імеретії після смерті батька 1510 року.
У перші роки свого правління Баграт втрутився до внутрішніх справ сусіднього Картлійського царства, де допоміг затвердитись Луарсабу I, за якого згодом видав заміж свою дочку Тамару. В обмін на підтримку Баграт отримав західну частину Картлі, до складу якої входили Алі, Сурамі, Ахалдабу.
Однією з головних проблем за часів правління Барграта стали напади турків-османів, з якими вперше зіткнувся ще його батько. Османська імперія межувала з Імеретією на північному заході та прагнула розширити свою територію за рахунок грузинських царств. Для боротьби проти османів Баграт залучив на свій бік князів Мамія III Дадіані та Маміа I Гурієлі, яких він умовив вторгнутись на територію племені джиків, що підпорядковувались османам. Однак похід, незважаючи на первинні успіхи, зрештою завершився невдало, причому Маміа Дадіані загинув, а Гурієлі потрапив у полон до османів.
Надалі Баграт спробував захопити Самцхе, через яке османи проникали до Імеретії. 1535 року Барат здійснив похід, в результаті якого зміг приєднати князівство до своєї території. Аджарію та Чанеті Баграт віддав князю Гурієлі, чим перетягнув його на свій бік. Однак приєднання Самцхе до Імеретії спричинило невдоволення як місцевих князів, так і князя Дадіані, який вважав себе обділеним. Невдоволені звернулись по допомогу до османського султана Сулеймана I, але той не мав змоги негайно втрутитись.
Оскільки Баграт розумів, що подальші сутички з османами є неминучими, він 1541 року уклав союз із перським шахом Тахмаспом I, який воював проти Османської імперії.
1543 турки-османи здійснили похід до Імереті, однак їхня 20-тисячна армія була розбита об'єднаним військом Баграта і князя Гурієлі.
Новий похід османів відбувся 1545 року. Баграт покликав на допомогу свого зятя, царя Картлі Луарсаба I, проте їхня армія зазнала нищівної поразки під Басіані. Проте османи далі не пішли.
Незначний відпочинок Баграт спробував використати для того, щоб підкорити непокірного мегрельського князя Левона Дадіані, який відмовився допомагати йому проти османів. Однак ці спроби закінчились невдачею, і князівство Одіші фактично вийшло зі складу Імеретінського царства. Невдовзі стало незалежним і Гурійське князівство.
1555 року Османська імперія та Персія уклали між собою Амасійський мир, за яким було поділено зони впливу в Грузії, при цьому Західна Грузія, включаючи Імеретію та Картлі, потрапили до зони впливу османів. Щоб протистояти цьому, Баграт почав вживати дипломатичних зусиль з метою зриву розділу Грузії. Для цього він почав претендувати на Сурамі, сподіваючись посварити персів та османів.
До часів правління Баграта III належить створення Рачінського еріставства. Окрім того, католикос Абхазії, у володінні якого перебувала Західна Грузія, переніс свою резиденцію до Гелаті.
Баграт III помер 1565 року, йому спадкував старший син Георгій.

## Родина
Дружина: Єлена (пом. після 1565). Діти:
- Георгій (пом. 1585), цар Імеретії з 1565
- Теймураз
- Вахтанг
- Костянтин (пом. 1587)
- Тамар (пом. 1556); чоловік: Луарсаб I (пом. 1556), цар Картлі з 1527
- дочка; чоловік: Рамаз Давітішвілі